# Lengyelország a 2000. évi nyári olimpiai játékokon
Lengyelország az ausztráliai Sydneyben megrendezett 2000. évi nyári olimpiai játékok egyik részt vevő nemzete volt. Az országot az olimpián 20 sportágban 187 sportoló képviselte, akik összesen 14 érmet szereztek.

## Érmesek
| Érem  | Versenyző                                                                     | Sportág       | Versenyszám                    |
| ----- | ----------------------------------------------------------------------------- | ------------- | ------------------------------ |
| Arany | Robert Korzeniowski                                                           | Atlétika      | Férfi 20 km gyaloglás          |
| Arany | Robert Korzeniowski                                                           | Atlétika      | Férfi 50 km gyaloglás          |
| Arany | Szymon Ziółkowski                                                             | Atlétika      | Férfi kalapácsvetés            |
| Arany | Kamila Skolimowska                                                            | Atlétika      | Női kalapácsvetés              |
| Arany | Tomasz Kucharski Robert Sycz                                                  | Evezés        | Férfi könnyűsúlyú kétpárevezős |
| Arany | Renata Mauer-Różańska                                                         | Sportlövészet | Női sportpuska összetett       |
| Ezüst | Paweł Baraszkiewicz Daniel Jędraszko                                          | Kajak-kenu    | Férfi kenu kettes 500 m        |
| Ezüst | Krzysztof Kołomański Michał Staniszewski                                      | Kajak-kenu    | Férfi szlalom kenu kettes      |
| Ezüst | Szymon Kołecki                                                                | Súlyemelés    | Férfi 94 kg                    |
| Ezüst | Agata Wróbel                                                                  | Súlyemelés    | Női +75 kg                     |
| Ezüst | Sylwia Gruchała Magdalena Mroczkiewicz Anna Rybicka Barbara Wolnicka-Szewczyk | Vívás         | Női tőr, csapat                |
| Bronz | Dariusz Białkowski Grzegorz Kotowicz Adam Seroczyński Marek Witkowski         | Kajak-kenu    | Férfi kajak négyes 1000 m      |
| Bronz | Beata Sokołowska-Kulesza Aneta Pastuszka-Konieczna                            | Kajak-kenu    | Női kajak kettes 500 m         |
| Bronz | Leszek Blanik                                                                 | Torna         | Férfi ugrás                    |

## Asztalitenisz
Férfi
| Versenyző                           | Versenyszám | Selejtező         | Csoportkör | Csoportkör | 32-es főtábla                                   | Nyolcaddöntő                                                                  | Negyeddöntő       | Elődöntő          | Döntő             | Helyezés |
| Versenyző                           | Versenyszám | Ellenfél Eredmény | Ellenfél Eredmény | Hely.      | Ellenfél Eredmény                               | Ellenfél Eredmény                                                             | Ellenfél Eredmény | Ellenfél Eredmény | Ellenfél Eredmény | Helyezés |
| ----------------------------------- | ----------- | ----------------- | --- | ---------- | ----------------------------------------------- | ----------------------------------------------------------------------------- | ----------------- | ----------------- | ----------------- | -------- |
| Lucjan Błaszczyk                    | Egyes       |                   | E csoport · Adrian Crişan (ROU) · 15–21, 21–16, 19–21, 21–16, 21–18 · Simon Gerada (AUS) · 21–8, 21–10, 22–20                         | 1.         | Jean-Philippe Gatien (FRA) · 21–5, 21–17, 21–13 | Kong Linghui (CHN) · 21–18, 17–21, 10–21, 22–20, 14–21                        | kiesett           | kiesett           | kiesett           | 9.       |
| Tomasz Krzeszewski                  | Egyes       |                   | K csoport · Danny Heister (NED) · 13–21, 19–21, 17–21 · Russ Lavale (AUS) · 21–16, 21–11, 21–17                                       | 2.         | kiesett                                         | kiesett                                                                       | kiesett           | kiesett           | kiesett           | 17.      |
| Lucjan Błaszczyk Tomasz Krzeszewski | Páros       | erőnyerő          | G csoport · Csehország (CZE) · Josef Plachý · Petr Korbel · 21–11, 21–18 · Brazília (BRA) · Carlos Kawai · Hugo Hoyama · 21–13, 21–15 | 1.         |                                                 | Kína (CHN) · Kung Ling-huj · Liu Guoliang · 16–21, 21–12, 21–19, 18–21, 18–21 | kiesett           | kiesett           | kiesett           | 9.       |

## Atlétika
Férfi
| Versenyző                                                                                      | Versenyszám     | Előfutam      | Előfutam      | Előfutam      | Negyeddöntő | Negyeddöntő | Negyeddöntő | Elődöntő | Elődöntő | Elődöntő | Döntő         | Döntő         |
| Versenyző                                                                                      | Versenyszám     | Idő           | Hely.         | Össz.         | Idő         | Hely.       | Össz.       | Idő      | Hely.    | Össz.    | Idő           | Helyezés      |
| ---------------------------------------------------------------------------------------------- | --------------- | ------------- | ------------- | ------------- | ----------- | ----------- | ----------- | -------- | -------- | -------- | ------------- | ------------- |
| Marcin Nowak                                                                                   | 100 m           | 10,27         | 1.            | 7.            | 10,37       | 4.          | 27.*        | kiesett  | kiesett  | kiesett  | kiesett       | kiesett       |
| Piotr Balcerzak                                                                                | 100 m           | 10,42         | 3.            | 36.*          | 10,38       | 7.          | 29.*        | kiesett  | kiesett  | kiesett  | kiesett       | kiesett       |
| Marcin Urbaś                                                                                   | 200 m           | 20,62         | 3.            | 10.           | 20,43       | 5.          | 13.         | kiesett  | kiesett  | kiesett  | kiesett       | kiesett       |
| Robert Maćkowiak                                                                               | 400 m           | 45,39         | 3.            | 7.*           | 45,01       | 1.          | 2.          | 45,53    | 3.       | 8.       | 45,14         | 5.            |
| Piotr Haczek                                                                                   | 400 m           | 45,61         | 2.            | 14.           | 45,43       | 2.          | 12.*        | 45,66    | 6.       | 11.      | kiesett       | kiesett       |
| Piotr Rysiukiewicz                                                                             | 400 m           | 46,67         | 7.            | 49.           | kiesett     | kiesett     | kiesett     | kiesett  | kiesett  | kiesett  | kiesett       | kiesett       |
| Piotr Gładki                                                                                   | Maraton         |               |               |               |             |             |             |          |          |          | nem ért célba | nem ért célba |
| Tomasz Ścigaczewski                                                                            | 110 m gát       | 13,53         | 2.            | 5.**          | 13,60       | 3.          | 12.*        | 13,51    | 7.       | 12.      | kiesett       | kiesett       |
| Marcin Kuszewski                                                                               | 110 m gát       | nem ért célba | nem ért célba | nem ért célba | kiesett     | kiesett     | kiesett     | kiesett  | kiesett  | kiesett  | kiesett       | kiesett       |
| Paweł Januszewski                                                                              | 400 m gát       | 51,40         | 2.            | 48.           |             |             |             | 48,42    | 4.       | 5.       | 48,44         | 6.            |
| Rafał Wójcik                                                                                   | 3000 m akadály  | 8:33,51       | 9.            | 21.           |             |             |             |          |          |          | kiesett       | kiesett       |
| Marcin Nowak Marcin Urbaś Piotr Balcerzak Ryszard Pilarczyk                                    | 4 × 100 m váltó | 38,74         | 3.            | 4.*           |             |             |             | 38,60    | 4.       | 6.       | 38,96         | 8.            |
| Piotr Rysiukiewicz Robert Maćkowiak Piotr Długosielski Piotr Haczek Jacek Bocian Filip Walotka | 4 × 400 m váltó | 3:01,30       | 2.            | 2.            |             |             |             | 3:00,66  | 4.       | 4.       | 3:03,22       | 6.            |
| Robert Korzeniowski                                                                            | 20 km gyaloglás |               |               |               |             |             |             |          |          |          | 1:18:59       |               |
| Robert Korzeniowski                                                                            | 50 km gyaloglás |               |               |               |             |             |             |          |          |          | 3:42:22       |               |
| Roman Magdziarczyk                                                                             | 50 km gyaloglás |               |               |               |             |             |             |          |          |          | 3:48:17       | 8.            |
| Tomasz Lipiec                                                                                  | 50 km gyaloglás |               |               |               |             |             |             |          |          |          | nem ért célba | nem ért célba |

| Versenyző         | Versenyszám   | Selejtező | Selejtező | Döntő    | Döntő    |
| Versenyző         | Versenyszám   | Eredmény  | Helyezés  | Eredmény | Helyezés |
| ----------------- | ------------- | --------- | --------- | -------- | -------- |
| Olgierd Stański   | Diszkoszvetés | 59,31 m   | 29.       | kiesett  | kiesett  |
| Szymon Ziółkowski | Kalapácsvetés | 77,81 m   | 4.        | 80,02 m  |          |
| Maciej Pałyszko   | Kalapácsvetés | 76,33 m   | 13.       | kiesett  | kiesett  |
| Dariusz Trafas    | Gerelyhajítás | 83,98 m   | 7.        | 82,30 m  | 10.      |

Női
| Versenyző                                                             | Versenyszám     | Előfutam | Előfutam | Előfutam | Negyeddöntő | Negyeddöntő | Negyeddöntő | Elődöntő | Elődöntő | Elődöntő | Döntő         | Döntő         |
| Versenyző                                                             | Versenyszám     | Idő      | Hely.    | Össz.    | Idő         | Hely.       | Össz.       | Idő      | Hely.    | Össz.    | Idő           | Helyezés      |
| --------------------------------------------------------------------- | --------------- | -------- | -------- | -------- | ----------- | ----------- | ----------- | -------- | -------- | -------- | ------------- | ------------- |
| Zuzanna Radecka                                                       | 200 m           | 23,57    | 6.       | 37.      | kiesett     | kiesett     | kiesett     | kiesett  | kiesett  | kiesett  | kiesett       | kiesett       |
| Lidia Chojecka                                                        | 1500 m          | 4:10,34  | 2.       | 15.      |             |             |             | 4:05,78  | 5.       | 5.       | 4:06,42       | 5.            |
| Anna Jakubczak                                                        | 1500 m          | 4:08,13  | 2.       | 2.       |             |             |             | 4:07,03  | 3.       | 10.      | 4:06,49       | 6.            |
| Anna Olichwierczuk-Jesień                                             | 400 m gát       | 57,36    | 4.       | 21.      |             |             |             | kiesett  | kiesett  | kiesett  | kiesett       | kiesett       |
| Marzena Pawlak Joanna Niełacna Agnieszka Rysiukiewicz Zuzanna Radecka | 4 × 100 m váltó | 44,05    | 3.       | 15.      |             |             |             | 44,07    | 7.       | 15.      | kiesett       | kiesett       |
| Katarzyna Radtke                                                      | 20 km gyaloglás |          |          |          |             |             |             |          |          |          | nem ért célba | nem ért célba |

| Versenyző                   | Versenyszám   | Selejtező | Selejtező | Döntő    | Döntő    |
| Versenyző                   | Versenyszám   | Eredmény  | Helyezés  | Eredmény | Helyezés |
| --------------------------- | ------------- | --------- | --------- | -------- | -------- |
| Monika Pyrek                | Rúdugrás      | 430 cm    | 12.       | 440 cm   | 7.       |
| Krystyna Danilczyk-Zabawska | Súlylökés     | 18,93 m   | 4.        | 19,18 m  | 5.       |
| Katarzyna Żakowicz          | Súlylökés     | 16,95 m   | 18.       | kiesett  | kiesett  |
| Kamila Skolimowska          | Kalapácsvetés | 66,30 m   | 3.        | 71,16 m  |          |

| Versenyző          | Versenyszám | 100 m gát | 100 m gát | Magasugrás | Magasugrás | Súlylökés | Súlylökés | 200 m | 200 m | Távolugrás | Távolugrás | Gerelyhajítás | Gerelyhajítás | 800 m   | 800 m | Végeredmény | Végeredmény |
| Versenyző          | Versenyszám | Idő       | Pont      | Eredmény   | Pont       | Eredmény  | Pont      | Idő   | Pont  | Eredmény   | Pont       | Eredmény      | Pont          | Idő     | Pont  | Pont        | Helyezés    |
| ------------------ | ----------- | --------- | --------- | ---------- | ---------- | --------- | --------- | ----- | ----- | ---------- | ---------- | ------------- | ------------- | ------- | ----- | ----------- | ----------- |
| Urszula Włodarczyk | Hétpróba    | 13,33     | 1075      | 178 cm     | 953        | 14,45 m   | 824       | 24,29 | 953   | 631 cm     | 946        | 46,16 m       | 786           | 2:12,15 | 933   | 6470        | 4.          |

* - egy másik versenyzővel azonos eredményt ért el

** - két másik versenyzővel azonos eredményt ért el

## Birkózás
Kötöttfogású
| Versenyző            | Versenyszám | Csoportkör | Csoportkör | Negyeddöntő       | Elődöntő          | Bronz- mérkőzés   | Döntő             | Helyezés |
| Versenyző            | Versenyszám | Ellenfél Eredmény                                                                                                 | Hely.      | Ellenfél Eredmény | Ellenfél Eredmény | Ellenfél Eredmény | Ellenfél Eredmény | Helyezés |
| -------------------- | ----------- | --- | ---------- | ----------------- | ----------------- | ----------------- | ----------------- | -------- |
| Dariusz Jabłoński    | 54 kg       | 2. csoport · Szim Gvonho (KOR) · 0-10 · Rakimzsan Aszembekov (KAZ) · 2-7                                          | 3.         | kiesett           | kiesett           | kiesett           | kiesett           | 19.      |
| Włodzimierz Zawadzki | 63 kg       | 1. csoport · Vartyeresz Szamurgasev (RUS) · 0-8 · Şeref Eroğlu (TUR) · 0-4 (sérülés)                              | 3.         | kiesett           | kiesett           | kiesett           | kiesett           | 19.      |
| Ryszard Wolny        | 69 kg       | 6. csoport · Alekszej Gluskov (RUS) · 1-8 · Rusztam Adzsi (UKR) · 7-1 · Uladzimir Kapitav (BLR) · mérkőzés nélkül | 2.         | kiesett           | kiesett           | kiesett           | kiesett           | 7.       |
| Artur Michalkiewicz  | 76 kg       | 5. csoport · David Manukjan (UKR) · 2-8 · Vjacsaszlav Makaranka (BLR) · 1-4 · Fa'afetai Iutana (SAM) · 11-0       | 3.         | kiesett           | kiesett           | kiesett           | kiesett           | 9.       |
| Andrzej Wroński      | 97 kg       | 4. csoport · Gennady Chkhaidze (GEO) · 0-2 · Hakkı Başar (TUR) · 7-1                                              | 2.         | kiesett           | kiesett           | kiesett           | kiesett           | 13.      |
| Marek Sitnik         | 130 kg      | 6. csoport · Yuriy Yevseychyk (ISR) · 1-3 · Fatih Bakir (TUR) · 0-1 · David Vála (CZE) · 0-4                      | 4.         | kiesett           | kiesett           | kiesett           | kiesett           | 17.      |

Szabadfogású
| Versenyző         | Versenyszám | Csoportkör                                                                                              | Csoportkör | Negyeddöntő       | Elődöntő                      | Bronz- mérkőzés              | Döntő             | Helyezés |
| Versenyző         | Versenyszám | Ellenfél Eredmény                                                                                       | Hely.      | Ellenfél Eredmény | Ellenfél Eredmény             | Ellenfél Eredmény            | Ellenfél Eredmény | Helyezés |
| ----------------- | ----------- | --- | ---------- | ----------------- | ----------------------------- | ---------------------------- | ----------------- | -------- |
| Mariusz Dąbrowski | 69 kg       | 2. csoport · Yosvany Sánchez (CUB) · 0-7 · Petar Kaszabov (BUL) · 2-3                                   | 3.         | kiesett           | kiesett                       | kiesett                      | kiesett           | 18.      |
| Marcin Jurecki    | 76 kg       | 5. csoport · Mun Idzse (KOR) · 1-5 · Alik Muzajev (UKR) · 1-3 · Rein Ozoline (AUS) · 10-0               | 3.         | kiesett           | kiesett                       | kiesett                      | kiesett           | 8.       |
| Marek Garmulewicz | 97 kg       | 6. csoport · Aljakszandr Samarav (BLR) · 3-2 · Gabriel Szerda (AUS) · 3-0 · Dean Schmeichel (CAN) · 3-0 | 1.         | erőnyerő          | Iszlam Bajramukov (KAZ) · 0-3 | Eldar Kurtanidze (GEO) · 1-4 |                   | 4.       |

## Cselgáncs
Férfi
| Versenyző       | Versenyszám  | Selejtező                         | 32-es főtábla                         | Nyolcaddöntő                     | Negyeddöntő       | Elődöntő          | Vigaszág első kör | Vigaszág negyeddöntő | Vigaszág elődöntő | Bronz- mérkőzés   | Döntő             | Helyezés    |
| Versenyző       | Versenyszám  | Ellenfél Eredmény                 | Ellenfél Eredmény                     | Ellenfél Eredmény                | Ellenfél Eredmény | Ellenfél Eredmény | Ellenfél Eredmény | Ellenfél Eredmény    | Ellenfél Eredmény | Ellenfél Eredmény | Ellenfél Eredmény | Helyezés    |
| --------------- | ------------ | --------------------------------- | ------------------------------------- | -------------------------------- | ----------------- | ----------------- | ----------------- | -------------------- | ----------------- | ----------------- | ----------------- | ----------- |
| Jarosław Lewak  | Könnyűsúly   | erőnyerő                          | Christoph Stangl (AUT) · 1000-0000    | Nakamura Kenzó (JPN) · 0000-1001 | kiesett           | kiesett           |                   |                      |                   |                   |                   | helyezetlen |
| Robert Krawczyk | Váltósúly    | Gabriel Arteaga (CUB) · 0000-1000 | kiesett                               | kiesett                          | kiesett           | kiesett           |                   |                      |                   |                   |                   | helyezetlen |
| Paweł Nastula   | Félnehézsúly | Arik Zeevi (ISR) · 0000-1110      | kiesett                               | kiesett                          | kiesett           | kiesett           |                   |                      |                   |                   |                   | helyezetlen |
| Rafał Kubacki   | Nehézsúly    | erőnyerő                          | Valentin Ruszljakov (UKR) · 0001-0003 | kiesett                          | kiesett           | kiesett           |                   |                      |                   |                   |                   | helyezetlen |

Női
| Versenyző       | Versenyszám | Selejtező         | Nyolcaddöntő                         | Negyeddöntő       | Elődöntő          | Vigaszág első kör | Vigaszág negyeddöntő | Vigaszág elődöntő | Bronz- mérkőzés   | Döntő             | Helyezés    |
| Versenyző       | Versenyszám | Ellenfél Eredmény | Ellenfél Eredmény                    | Ellenfél Eredmény | Ellenfél Eredmény | Ellenfél Eredmény | Ellenfél Eredmény    | Ellenfél Eredmény | Ellenfél Eredmény | Ellenfél Eredmény | Helyezés    |
| --------------- | ----------- | ----------------- | ------------------------------------ | ----------------- | ----------------- | ----------------- | -------------------- | ----------------- | ----------------- | ----------------- | ----------- |
| Beata Maksymowa | Nehézsúly   | erőnyerő          | Colleen Rosensteel (USA) · 0001-0010 | kiesett           | kiesett           |                   |                      |                   |                   |                   | helyezetlen |

## Evezés
Férfi
| Versenyző                                                              | Versenyszám              | Előfutam | Előfutam | Vigaszág | Vigaszág | Elődöntő | Elődöntő | Elődöntő | Döntő   | Döntő   | Döntő   | Helyezés |
| Versenyző                                                              | Versenyszám              | Idő      | Hely.    | Idő      | Hely.    | Típus    | Idő      | Hely.    | Típus   | Idő     | Hely.   | Helyezés |
| ---------------------------------------------------------------------- | ------------------------ | -------- | -------- | -------- | -------- | -------- | -------- | -------- | ------- | ------- | ------- | -------- |
| Adam Korol Marek Kolbowicz                                             | Kétpárevezős             | 6:31,91  | 2.       | 6:32,30  | 1.       | A/B      | 6:31,26  | 3.       | A       | 6:32,11 | 6.      | 6.       |
| Piotr Basta Piotr Bochenek                                             | Kormányos nélküli kettes | 6:58,47  | 5.       | 6:48,74  | 2.       | A/B      | 6:43,38  | 5.       | B       | 6:39,44 | 4.      | 10.      |
| Karol Łazar Sławomir Kruszkowski Adam Bronikowski Michał Wojciechowski | Négypárevezős            | 5:58,09  | 3.       |          |          | A/B      | 6:02,11  | 6.       | B       | 5:51,79 | 2.      | 8.       |
| Paweł Jarosiński Rafał Smoliński Artur Rozalski Arkadiusz Sobkowiak    | Kormányos nélküli négyes | 6:22,00  | 4.       | 6:15,75  | 4.       | kiesett  | kiesett  | kiesett  | kiesett | kiesett | kiesett | 13.      |
| Tomasz Kucharski Robert Sycz                                           | Könnyűsúlyú kétpárevezős | 6:34,28  | 1.       |          |          | A/B      | 6:20,60  | 1.       | A       | 6:21,75 | 1.      |          |

Női
| Versenyző                            | Versenyszám              | Előfutam | Előfutam | Vigaszág | Vigaszág | Elődöntő | Elődöntő | Elődöntő | Döntő | Döntő   | Döntő | Helyezés |
| Versenyző                            | Versenyszám              | Idő      | Hely.    | Idő      | Hely.    | Típus    | Idő      | Hely.    | Típus | Idő     | Hely. | Helyezés |
| ------------------------------------ | ------------------------ | -------- | -------- | -------- | -------- | -------- | -------- | -------- | ----- | ------- | ----- | -------- |
| Agnieszka Tomczak                    | Egypárevezős             | 7:43,99  | 2.       | 7:47,37  | 2.       | A/B      | 7:45,64  | 4.       | B     | 7:33,20 | 2.    | 8.       |
| Elżbieta Kuncewicz Ilona Mokronowska | Könnyűsúlyú kétpárevezős | 7:28,99  | 4.       | 7:20,87  | 3.       | A/B      | 7:08,73  | 4.       | B     | 7:12,76 | 2.    | 8.       |

## Gyeplabda

### Férfi
| Lengyel férfi gyeplabdacsapat-játékoskeret | Lengyel férfi gyeplabdacsapat-játékoskeret |
| --- | --- |
| - Paweł Sobczak - Paweł Jakubiak - Dariusz Małecki - Tomasz Szmidt - Robert Grzeszczak - Zbigniew Juszczak - Rafał Grotowski - Krzysztof Wybieralski | - Tomasz Choczaj - Piotr Mikuła - Tomasz Cichy - Dariusz Marcinkowski - Łukasz Wybieralski - Aleksander Korcz - Eugeniusz Gaczkowski - Marcin Pobuta |

#### Eredmények
Csoportkör
B csoport
| Csapat              | M | Gy | D | V | G+ | G– | Gk | P  |
| ------------------- | - | -- | - | - | -- | -- | -- | -- |
| Ausztrália (AUS)    | 5 | 3  | 2 | 0 | 12 | 6  | +6 | 11 |
| Dél-Korea (KOR)     | 5 | 2  | 2 | 1 | 9  | 7  | +2 | 8  |
| India (IND)         | 5 | 2  | 2 | 1 | 9  | 7  | +2 | 8  |
| Argentína (ARG)     | 5 | 1  | 2 | 2 | 13 | 13 | 0  | 5  |
| Lengyelország (POL) | 5 | 1  | 2 | 2 | 12 | 14 | –2 | 4  |
| Spanyolország (ESP) | 5 | 0  | 2 | 3 | 7  | 15 | –8 | 2  |

| 2000. szeptember 17. 8:30 | Ausztrália (AUS)                         | 4–0   | Lengyelország (POL) | Játékvezetők: Christian Siebrecht (GER), Jason McCracken (NZL) |
| 2000. szeptember 17. 8:30 | Elmer 34', 52' · Stacy 47' · Brennan 58' | (1–0) |                     | Játékvezetők: Christian Siebrecht (GER), Jason McCracken (NZL) |

| 2000. szeptember 19. 10:30 | Spanyolország (ESP) | 1–4   | Lengyelország (POL)                              | Játékvezetők: Amarjit Singh (MAS), Steven Horgan (USA) |
| 2000. szeptember 19. 10:30 | Arnau 51'           | (0–3) | Grzeszczak 15' · Mikula 16', 38' · Grotowski 28' | Játékvezetők: Amarjit Singh (MAS), Steven Horgan (USA) |

| 2000. szeptember 21. 10:30 | Argentína (ARG)                       | 5–5   | Lengyelország (POL)                                                 | Játékvezetők: Jason McCracken (NZL), Sumesh Putra (CAN) |
| 2000. szeptember 21. 10:30 | Lombi 6', 23', 41', 63' · Capurro 66' | (2–1) | Ł. Wybieralski 31' · Mikula 45', 51' · Jakubiak 60' · Grotowski 67' | Játékvezetők: Jason McCracken (NZL), Sumesh Putra (CAN) |

| 2000. szeptember 24. 21:00 | Lengyelország (POL)        | 2–3   | Dél-Korea (KOR)                                             | Játékvezetők: Christian Siebrecht (GER), Jason McCracken (NZL) |
| 2000. szeptember 24. 21:00 | Grotowski 53' · Mikula 62' | (0–2) | Cson Dzsonggvon 11' · Kang Gonuk 18' · Hvang Dzsonghjon 37' | Játékvezetők: Christian Siebrecht (GER), Jason McCracken (NZL) |

| 2000. szeptember 26. 20:30 | Lengyelország (POL) | 1–1   | India (IND) | Játékvezetők: Eric Denis (BEL), Christian Siebrecht (GER) |
| 2000. szeptember 26. 20:30 | Cichy 69'           | (0–0) | Tirkej 53'  | Játékvezetők: Eric Denis (BEL), Christian Siebrecht (GER) |

A 9–12. helyért
| 2000. szeptember 28. 17:30 | Kanada (CAN)                            | 3–2   | Lengyelország (POL)                 | State Hockey Centre, Sydney Játékvezetők: Henrik Ehlers (DEN), Amrjit Singh (MAS) |
| 2000. szeptember 28. 17:30 | Gifford 37' · Wettlaufer 39' · Bird 59' | (0–1) | K. Wybieralski 23' · Gaczkowski 45' | State Hockey Centre, Sydney Játékvezetők: Henrik Ehlers (DEN), Amrjit Singh (MAS) |

A 11. helyért
| 2000. szeptember 30. 11:30 | Malajzia (MAS)                           | 3–2 (h. u.) | Lengyelország (POL)               | State Hockey Centre, Sydney Játékvezetők: Henrik Ehlers (DEN), Murray Grime (AUS) |
| 2000. szeptember 30. 11:30 | Mirnawan 5' · Nor Saiful 48' · Kuhan 73' | (1–1)       | Ł. Wybieralski 17' · Jakubiak 52' | State Hockey Centre, Sydney Játékvezetők: Henrik Ehlers (DEN), Murray Grime (AUS) |

| Csapat              | Helyezés |
| ------------------- | -------- |
| Lengyelország (POL) | 12.      |

## Íjászat
Férfi
| Versenyző          | Versenyszám | Selejtező | Selejtező | 64-es főtábla                           | 32-es főtábla                                | Nyolcaddöntő      | Negyeddöntő       | Elődöntő          | Döntő             | Helyezés |
| Versenyző          | Versenyszám | Pont      | Kiemelt   | Ellenfél Eredmény                       | Ellenfél Eredmény                            | Ellenfél Eredmény | Ellenfél Eredmény | Ellenfél Eredmény | Ellenfél Eredmény | Helyezés |
| ------------------ | ----------- | --------- | --------- | --------------------------------------- | -------------------------------------------- | ----------------- | ----------------- | ----------------- | ----------------- | -------- |
| Grzegorz Targoński | Egyéni      | 633       | 21.       | Macusita Takajosi (JPN) (44.) · 166-164 | Wietse van Alten (NED) (12.) · 157-160       | kiesett           | kiesett           | kiesett           | kiesett           | 22.      |
| Bartosz Mikos      | Egyéni      | 606       | 49.       | Fu Shengjun (CHN) (16.) · 157-155       | Balzsinyima Cirempilov (RUS) (17.) · 154-163 | kiesett           | kiesett           | kiesett           | kiesett           | 23.      |

Női
| Versenyző                                 | Versenyszám | Selejtező | Selejtező | 64-es főtábla                            | 32-es főtábla                          | Nyolcaddöntő                                                                                        | Negyeddöntő                       | Elődöntő          | Döntő             | Helyezés |
| Versenyző                                 | Versenyszám | Pont      | Kiemelt   | Ellenfél Eredmény                        | Ellenfél Eredmény                      | Ellenfél Eredmény                                                                                   | Ellenfél Eredmény                 | Ellenfél Eredmény | Ellenfél Eredmény | Helyezés |
| ----------------------------------------- | ----------- | --------- | --------- | ---------------------------------------- | -------------------------------------- | --------------------------------------------------------------------------------------------------- | --------------------------------- | ----------------- | ----------------- | -------- |
| Joanna Nowicka-Kwaśna                     | Egyéni      | 633       | 24.       | Volha Maroz (BLR) (41.) · 152-139        | Petra Ericsson (SWE) (9.) · 162-152    | Yang Jianping (CHN) (25.) · 162-158                                                                 | Kim Szunjong (KOR) (1.) · 100-106 | kiesett           | kiesett           | 8.       |
| Anna Łęcka                                | Egyéni      | 630       | 28.       | Jelena Plotnyikova (KAZ) (37.) · 163-149 | Olena Szadovnicsa (UKR) (5.) · 159-158 | Natalja Bolotova (RUS) (21.) · 157-161                                                              | kiesett                           | kiesett           | kiesett           | 13.      |
| Agata Bulwa                               | Egyéni      | 603       | 60.       | Olena Szadovnicsa (UKR) (5.) · 155-163   | kiesett                                | kiesett                                                                                             | kiesett                           | kiesett           | kiesett           | 37.      |
| Janet Dykman Karen Scavotto Denise Parker | Csapat      | 603       | 11.       |                                          |                                        | Törökország (TUR) · Elif Altınkaynak · Natalia Nasaridze-Çakir · Zekiye Keskin Şatır (6.) · 217-227 | kiesett                           | kiesett           | kiesett           | 11.      |

## Kajak-kenu

### Síkvízi
Férfi
| Versenyző                                                             | Versenyszám         | Előfutam | Előfutam | Előfutam | Elődöntő | Elődöntő | Elődöntő | Döntő    | Döntő    |
| Versenyző                                                             | Versenyszám         | Idő      | Hely.    | Össz.    | Idő      | Hely.    | Össz.    | Idő      | Helyezés |
| --------------------------------------------------------------------- | ------------------- | -------- | -------- | -------- | -------- | -------- | -------- | -------- | -------- |
| Grzegorz Kotowicz                                                     | Kajak egyes 500 m   | 1:40,204 | 1.       | 1.       | 1:41,198 | 3.       | 10.      | 2:07,711 | 9.       |
| Rafał Głażewski                                                       | Kajak egyes 1000 m  | 3:43,227 | 6.       | 23.      | 3:46,761 | 8.       | 21.      | kiesett  | kiesett  |
| Marek Twardowski Adam Wysocki                                         | Kajak kettes 500 m  | 1:32,350 | 2.       | 7.       | 1:30,026 | 2.       | 2.       | 1:48,963 | 5.       |
| Marek Twardowski Adam Wysocki                                         | Kajak kettes 1000 m | 3:15,909 | 5.       | 7.       | 3:18,026 | 3.       | 3.       | 3:19,939 | 8.       |
| Dariusz Białkowski Grzegorz Kotowicz Adam Seroczyński Marek Witkowski | Kajak négyes 1000 m | 3:00,166 | 3.       | 4.       |          |          |          | 2:57,192 |          |
| Michał Gajownik                                                       | Kenu egyes 500 m    | 2:04,704 | 9.       | 18.      | kiesett  | kiesett  | kiesett  | kiesett  | kiesett  |
| Daniel Jędraszko                                                      | Kenu egyes 1000 m   | 4:25,726 | 9.       | 18.      | kiesett  | kiesett  | kiesett  | kiesett  | kiesett  |
| Paweł Baraszkiewicz Daniel Jędraszko                                  | Kenu kettes 500 m   | 1:41,511 | 1.       | 1.       |          |          |          | 1:51,536 |          |
| Paweł Baraszkiewicz Michał Gajownik                                   | Kenu kettes 1000 m  | 3:39,311 | 3.       | 7.       |          |          |          | 3:52,229 | 8.       |

Női
| Versenyző                                                                                   | Versenyszám        | Előfutam | Előfutam | Előfutam | Elődöntő | Elődöntő | Elődöntő | Döntő    | Döntő    |
| Versenyző                                                                                   | Versenyszám        | Idő      | Hely.    | Össz.    | Idő      | Hely.    | Össz.    | Idő      | Helyezés |
| ------------------------------------------------------------------------------------------- | ------------------ | -------- | -------- | -------- | -------- | -------- | -------- | -------- | -------- |
| Elżbieta Urbańczyk                                                                          | Kajak egyes 500 m  | 1:53,202 | 3.       | 7.       |          |          |          | 2:18,018 | 5.       |
| Beata Sokołowska-Kulesza Aneta Pastuszka-Konieczna                                          | Kajak kettes 500 m | 1:42,905 | 2.       | 3.       |          |          |          | 1:58,784 |          |
| Aneta Michalak-Białkowska Aneta Pastuszka-Konieczna Joanna Skowroń Beata Sokołowska-Kulesza | Kajak négyes 500 m | 1:35,887 | 2.       | 6.       |          |          |          | 1:37,076 | 4.       |

### Szlalom
| Versenyző                                | Versenyszám       | Selejtező | Selejtező | Selejtező | Selejtező | Selejtező  | Selejtező  | Döntő    | Döntő    | Döntő    | Döntő    | Döntő      | Döntő      |
| Versenyző                                | Versenyszám       | 1. futam  | 1. futam  | 2. futam  | 2. futam  | Összesítés | Összesítés | 1. futam | 1. futam | 2. futam | 2. futam | Összesítés | Összesítés |
| Versenyző                                | Versenyszám       | Pont      | Hely.     | Pont      | Hely.     | Pont       | Hely.      | Pont     | Hely.    | Pont     | Hely.    | Pont       | Helyezés   |
| ---------------------------------------- | ----------------- | --------- | --------- | --------- | --------- | ---------- | ---------- | -------- | -------- | -------- | -------- | ---------- | ---------- |
| Krzysztof Bieryt                         | Férfi kenu egyes  | 132,85    | 5.        | 132,19    | 2.        | 265,04     | 3.         | 126,36   | 11.      | 126,87   | 11.      | 253,23     | 11.        |
| Krzysztof Kołomański Michał Staniszewski | Férfi kenu kettes | 148,46    | 8         | 137,48    | 4         | 285,94     | 6          | 124,19   | 6.       | 119,62   | 2.       | 243,81     |            |
| Andrzej Wójs Sławomir Mordarski          | Férfi kenu kettes | 144,48    | 6         | 142,48    | 7         | 286,96     | 7          | 121,74   | 3.       | 133,77   | 6.       | 255,51     | 6.         |
| Beata Grzesik                            | Női kajak egyes   | 208,80    | 19.       | 147,58    | 8.        | 356,38     | 19.        | kiesett  | kiesett  | kiesett  | kiesett  | kiesett    | kiesett    |

## Kerékpározás

### Hegyi-kerékpározás
| Versenyző      | Versenyszám        | Idő                   | Helyezés |
| -------------- | ------------------ | --------------------- | -------- |
| Marek Galiński | Férfi terepverseny | 2:17:35,54 (+8:33,04) | 21.      |

### Országúti kerékpározás
Férfi
| Versenyző         | Versenyszám   | Idő                     | Helyezés      |
| ----------------- | ------------- | ----------------------- | ------------- |
| Zbigniew Spruch   | Mezőnyverseny | 5:30:46 (+1:38)         | 20.           |
| Zbigniew Piątek   | Mezőnyverseny | 5:30:46 (+1:38)         | 48.           |
| Piotr Przydział   | Mezőnyverseny | 5:30:46 (+1:38)         | 58.           |
| Piotr Chmielewski | Mezőnyverseny | nem ért célba           | nem ért célba |
| Piotr Wadecki     | Mezőnyverseny | 5:30:34 (+1:26)         | 7.            |
| Piotr Wadecki     | Időfutam      | 1:02:04,653 (+4:24,233) | 31.           |

### Pálya-kerékpározás
Sprintversenyek
| Versenyző                                         | Versenyszám  | Selejtező | Selejtező | 1. forduló           | Vigaszág               | Vigaszág | 2. forduló           | Vigaszág               | Vigaszág | 9–12. helyért          | 9–12. helyért | Negyeddöntő          | 5–8. helyért           | 5–8. helyért | Elődöntő             | Döntő                | Helyezés |
| Versenyző                                         | Versenyszám  | Idő       | Hely.     | Ellenfél Győztes idő | Ellenfelek Győztes idő | Hely.    | Ellenfél Győztes idő | Ellenfelek Győztes idő | Hely.    | Ellenfelek Győztes idő | Hely.         | Ellenfél Győztes idő | Ellenfelek Győztes idő | Hely.        | Ellenfél Győztes idő | Ellenfél Győztes idő | Helyezés |
| ------------------------------------------------- | ------------ | --------- | --------- | -------------------- | ---------------------- | -------- | -------------------- | ---------------------- | -------- | ---------------------- | ------------- | -------------------- | ---------------------- | ------------ | -------------------- | -------------------- | -------- |
| Bartłomiej Saczuk                                 | Férfi egyéni | 11,106    | 19.       | kiesett              | kiesett                | kiesett  | kiesett              | kiesett                | kiesett  | kiesett                | kiesett       | kiesett              | kiesett                | kiesett      | kiesett              | kiesett              | 19.      |
| Konrad Czajkowski Grzegorz Krejner Marcin Mientki | Férfi csapat | 46,186    | 10.       | kiesett              |                        |          |                      |                        |          |                        |               |                      |                        |              |                      | kiesett              | 10.      |

Időfutam
| Név              | Versenyszám  | Idő      | Helyezés |
| ---------------- | ------------ | -------- | -------- |
| Grzegorz Krejner | Férfi egyéni | 1:04,156 | 7.       |

Keirin
| Versenyző        | Versenyszám | 1. forduló | Vigaszág | 2. forduló | Döntő    |
| Versenyző        | Versenyszám | Helyezés   | Helyezés | Helyezés   | Helyezés |
| ---------------- | ----------- | ---------- | -------- | ---------- | -------- |
| Grzegorz Krejner | Férfi       | 6.         | 3.       | kiesett    | kiesett  |

## Kosárlabda

### Női
| Lengyel női kosárlabdacsapat-játékoskeret                                                            | Lengyel női kosárlabdacsapat-játékoskeret                                                                            |
| --- | --- |
| - Dorota Bukowska - Joanna Cupryś - Patrycja Czepiec - Katarzyna Dydek - Margo Dydek - Edyta Koryzna | - Ilona Mądra - Beata Predehl - Krystyna Szymańska-Lara - Elżbieta Trześniewska - Anna Wielebnowska - Sylwia Wlaźlak |

#### Eredmények
Csoportkör
B csoport
| Csapat                 | M | Gy | V | P+  | P–  | Pk   | P  |
| ---------------------- | - | -- | - | --- | --- | ---- | -- |
| Egyesült Államok (USA) | 5 | 5  | 0 | 436 | 312 | +124 | 10 |
| Oroszország (RUS)      | 5 | 3  | 2 | 398 | 325 | +73  | 8  |
| Dél-Korea (KOR)        | 5 | 3  | 2 | 382 | 357 | +25  | 8  |
| Lengyelország (POL)    | 5 | 3  | 2 | 327 | 339 | –12  | 8  |
| Kuba (CUB)             | 5 | 1  | 4 | 318 | 358 | –40  | 6  |
| Új-Zéland (NZL)        | 4 | 0  | 4 | 265 | 435 | –170 | 4  |

| 2000. szeptember 16. 9:30 | Lengyelország (POL) | 75–52     | Új-Zéland (NZL)        | Nézőszám: 5330 |
| 2000. szeptember 16. 9:30 | (43–23) Jegyzőkönyv |           |                        | Nézőszám: 5330 |
| 2000. szeptember 16. 9:30 | M. Dydek 20         | Pont      | Ofsoski 13             | Nézőszám: 5330 |
| 2000. szeptember 16. 9:30 | M. Dydek 12         | Lepattanó | G. Farmer, Loffhagen 6 | Nézőszám: 5330 |
| 2000. szeptember 16. 9:30 | Predehl, Wlaźlak 2  | Gólpassz  | G. Farmer, Walker 2    | Nézőszám: 5330 |

| 2000. szeptember 18. 11:30 | Oroszország (RUS)   | 84–46     | Lengyelország (POL) | Nézőszám: 4315 |
| 2000. szeptember 18. 11:30 | (34–20) Jegyzőkönyv |           |                     | Nézőszám: 4315 |
| 2000. szeptember 18. 11:30 | Hudasova 13         | Pont      | Trześniewska 10     | Nézőszám: 4315 |
| 2000. szeptember 18. 11:30 | Sakirova 9          | Lepattanó | M. Dydek 8          | Nézőszám: 4315 |
| 2000. szeptember 18. 11:30 | Nyikonova 4         | Gólpassz  | Predehl, Wlaźlak 2  | Nézőszám: 4315 |

| 2000. szeptember 20. 19:30 | Dél-Korea (KOR)               | 62–77     | Lengyelország (POL) | Nézőszám: 8412 |
| 2000. szeptember 20. 19:30 | (38–39) Jegyzőkönyv           |           |                     | Nézőszám: 8412 |
| 2000. szeptember 20. 19:30 | Csong Szonmin 19              | Pont      | M. Dydek 26         | Nézőszám: 8412 |
| 2000. szeptember 20. 19:30 | Csong Unszun 7                | Lepattanó | M. Dydek 18         | Nézőszám: 8412 |
| 2000. szeptember 20. 19:30 | Csong Unszun, Jang Dzsongok 3 | Gólpassz  | Wlaźlak 6           | Nézőszám: 8412 |

| 2000. szeptember 22. 21:30 | Lengyelország (POL) | 72–65     | Kuba (CUB)        | Nézőszám: 8426 |
| 2000. szeptember 22. 21:30 | (33–35) Jegyzőkönyv |           |                   | Nézőszám: 8426 |
| 2000. szeptember 22. 21:30 | M. Dydek 32         | Pont      | Plutín 17         | Nézőszám: 8426 |
| 2000. szeptember 22. 21:30 | M. Dydek 13         | Lepattanó | Víctores, Suero 8 | Nézőszám: 8426 |
| 2000. szeptember 22. 21:30 | Cupryś, M. Dydek 5  | Gólpassz  | Castillo 4        | Nézőszám: 8426 |

| 2000. szeptember 24. 19:30 | Egyesült Államok (USA) | 76–57     | Lengyelország (POL) | Nézőszám: 8471 |
| 2000. szeptember 24. 19:30 | (44–21) Jegyzőkönyv    |           |                     | Nézőszám: 8471 |
| 2000. szeptember 24. 19:30 | Swoopes, Griffith 16   | Pont      | M. Dydek 24         | Nézőszám: 8471 |
| 2000. szeptember 24. 19:30 | Griffith 12            | Lepattanó | M. Dydek 10         | Nézőszám: 8471 |
| 2000. szeptember 24. 19:30 | Leslie 4               | Gólpassz  | Predehl 2           | Nézőszám: 8471 |

Negyeddöntő
| 2000. szeptember 27. 15:00 | Ausztrália (AUS)    | 76–48     | Lengyelország (POL)       | Nézőszám: 14 381 Játékvezetők: Denise Kantner (USA), Maogong Yang (CHN) |
| 2000. szeptember 27. 15:00 | (43–28) Jegyzőkönyv |           |                           | Nézőszám: 14 381 Játékvezetők: Denise Kantner (USA), Maogong Yang (CHN) |
| 2000. szeptember 27. 15:00 | Jackson 17          | Pont      | Trześniewska, M. Dydek 12 | Nézőszám: 14 381 Játékvezetők: Denise Kantner (USA), Maogong Yang (CHN) |
| 2000. szeptember 27. 15:00 | Brogan 9            | Lepattanó | M. Dydek 12               | Nézőszám: 14 381 Játékvezetők: Denise Kantner (USA), Maogong Yang (CHN) |
| 2000. szeptember 27. 15:00 | Harrower 5          | Gólpassz  | Predehl 3                 | Nézőszám: 14 381 Játékvezetők: Denise Kantner (USA), Maogong Yang (CHN) |

A 7. helyért
| 2000. szeptember 29. 9:30 | Szlovákia (SVK)     | 64–57     | Lengyelország (POL) | Nézőszám: 14 260 Játékvezetők: Antonio Campos (ANG), Bruno Gasperin (FRA) |
| 2000. szeptember 29. 9:30 | (34–34) Jegyzőkönyv |           |                     | Nézőszám: 14 260 Játékvezetők: Antonio Campos (ANG), Bruno Gasperin (FRA) |
| 2000. szeptember 29. 9:30 | Hiráková 16         | Pont      | M. Dydek 21         | Nézőszám: 14 260 Játékvezetők: Antonio Campos (ANG), Bruno Gasperin (FRA) |
| 2000. szeptember 29. 9:30 | Hiráková 9          | Lepattanó | M. Dydek 12         | Nézőszám: 14 260 Játékvezetők: Antonio Campos (ANG), Bruno Gasperin (FRA) |
| 2000. szeptember 29. 9:30 | Kalistová 3         | Gólpassz  | Wlaźlak 4           | Nézőszám: 14 260 Játékvezetők: Antonio Campos (ANG), Bruno Gasperin (FRA) |

| Csapat              | Helyezés |
| ------------------- | -------- |
| Lengyelország (POL) | 8.       |

## Ökölvívás
| Versenyző          | Versenyszám     | Selejtező                       | Nyolcaddöntő                      | Negyeddöntő                       | Elődöntő          | Döntő             | Helyezés |
| Versenyző          | Versenyszám     | Ellenfél Eredmény               | Ellenfél Eredmény                 | Ellenfél Eredmény                 | Ellenfél Eredmény | Ellenfél Eredmény | Helyezés |
| ------------------ | --------------- | ------------------------------- | --------------------------------- | --------------------------------- | ----------------- | ----------------- | -------- |
| Andrzej Rżany      | Légsúly         | Celestin Augustin (MAD) · 15-13 | Arlan Lerio (PHI) · 18-18         | Volodimir Szidorenko (UKR) · 2-17 | kiesett           | kiesett           | 7.       |
| Mariusz Cendrowski | Kisváltósúly    | Hvang Szongbom (KOR) · 4-14     | kiesett                           | kiesett                           | kiesett           | kiesett           | 17.      |
| Paweł Kakietek     | Középsúly       | Abudoureheman (CHN) · 18-3      | Jeff Lacy (USA) · 7-21            | kiesett                           | kiesett           | kiesett           | 9.       |
| Wojciech Bartnik   | Nehézsúly       |                                 | Michael Bennett (USA) · 2-11      | kiesett                           | kiesett           | kiesett           | 9.       |
| Grzegorz Kiełsa    | Szupernehézsúly |                                 | Muhtarhan Dildabekov (KAZ) · 5-16 | kiesett                           | kiesett           | kiesett           | 9.       |

## Öttusa
| Versenyző       | Versenyszám | Lövészet | Lövészet | Lövészet | Vívás    | Vívás | Vívás | Úszás   | Úszás | Úszás | Lovaglás | Lovaglás | Lovaglás | Lovaglás | Futás    | Futás | Futás | Összesen    | Összesen |
| Versenyző       | Versenyszám | Pontszám | Pont     | Hely.    | Eredmény | Pont  | Hely. | Idő     | Pont  | Hely. | Idő      | Hibapont | Pont     | Hely.    | Idő      | Pont  | Hely. | Összes pont | Helyezés |
| --------------- | ----------- | -------- | -------- | -------- | -------- | ----- | ----- | ------- | ----- | ----- | -------- | -------- | -------- | -------- | -------- | ----- | ----- | ----------- | -------- |
| Igor Warabida   | Férfi       | 170      | 976      | 20.*     | 10-14    | 760   | 17.*  | 2:11,96 | 1181  | 18.   | 52,85    | 90       | 1010     | 6.       | 9:26,97  | 1134  | 6.    | 5061        | 15.      |
| Paulina Boenisz | Női         | 177      | 1060     | 9.*      | 11-13    | 800   | 9.**  | 2:27,96 | 1121  | 17.   | 1:02,56  | 60       | 1040     | 7.       | 11:00,66 | 1078  | 5.    | 5099        | 5.       |
| Dorota Idzi     | Női         | 167      | 940      | 20.      | 12-12    | 840   | 7.*   | 2:22,78 | 1173  | 8.    | 1:14,18  | 165      | 908      | 15.      | 11:55,09 | 860   | 18.   | 4721        | 16.      |

* - egy másik versenyzővel azonos eredményt ért el

** - nyolc másik versenyzővel azonos eredményt ért el

## Sportlövészet
Férfi
| Versenyző            | Versenyszám          | Selejtező | Selejtező | Döntő   | Döntő    |
| Versenyző            | Versenyszám          | Pont      | Helyezés  | Pont    | Helyezés |
| -------------------- | -------------------- | --------- | --------- | ------- | -------- |
| Jerzy Pietrzak       | Légpisztoly          | 578       | 11.***    | kiesett | kiesett  |
| Jerzy Pietrzak       | Szabadpisztoly       | 560       | 8.***     | kiesett | kiesett  |
| Krzysztof Kucharczyk | Gyorstüzelő pisztoly | 584       | 7.***     | 682,2   | 7.       |
| Andrzej Głyda        | Skeet                | 121       | 14.****   | kiesett | kiesett  |

Női
| Versenyző             | Versenyszám           | Selejtező | Selejtező | Döntő   | Döntő    |
| Versenyző             | Versenyszám           | Pont      | Helyezés  | Pont    | Helyezés |
| --------------------- | --------------------- | --------- | --------- | ------- | -------- |
| Mirosława Sagun       | Légpisztoly           | 379       | 16.****   | kiesett | kiesett  |
| Renata Mauer-Różańska | Légpuska              | 392       | 15.****   | kiesett | kiesett  |
| Renata Mauer-Różańska | Sportpuska, összetett | 585       | 1.**      | 684,6   |          |

** - két másik versenyzővel azonos eredményt ért el

*** - három másik versenyzővel azonos eredményt ért el

**** - négy másik versenyzővel azonos eredményt ért el

## Súlyemelés
Férfi
| Versenyző         | Versenyszám | Szakítás | Szakítás | Lökés    | Lökés    | Összesen | Helyezés |
| Versenyző         | Versenyszám | Eredmény | Helyezés | Eredmény | Helyezés | Összesen | Helyezés |
| ----------------- | ----------- | -------- | -------- | -------- | -------- | -------- | -------- |
| Krzysztof Siemion | 85 kg       | 167,5    | 8.       | 212,5    | 2.*      | 380,0    | 4.       |
| Mariusz Rytkowski | 85 kg       | 170,0    | 6.*      | 200,0    | 11.*     | 370,0    | 9.       |
| Szymon Kołecki    | 94 kg       | 182,5    | 3.       | 222,5    | 1.*      | 405,0    |          |
| Grzegorz Kleszcz  | 105 kg      | 185,0    | 9.       | 220,0    | 7.*      | 405,0    | 8.       |
| Mariusz Jędra     | 105 kg      | 175,0    | 12.*     | 215,0    | 9.       | 390,0    | 9.       |
| Paweł Najdek      | +105 kg     | 185,0    | 11.*     | 240,0    | 7.       | 425,0    | 7.       |

Női
| Versenyző             | Versenyszám | Szakítás | Szakítás | Lökés    | Lökés    | Összesen | Helyezés |
| Versenyző             | Versenyszám | Eredmény | Helyezés | Eredmény | Helyezés | Összesen | Helyezés |
| --------------------- | ----------- | -------- | -------- | -------- | -------- | -------- | -------- |
| Aleksandra Klejnowska | 58 kg       | 90,0     | 5.*      | 112,5    | 5.*      | 202,5    | 5.       |
| Beata Prei            | 69 kg       | 100,0    | 5.*      | 125,0    | 8.*      | 225,0    | 8.       |
| Agata Wróbel          | +75 kg      | 132,5    | 2.       | 162,5    | 2.       | 295,0    |          |

## Tollaslabda
| Versenyző                      | Versenyszám | Selejtező                          | 32-es főtábla                                                          | Nyolcaddöntő                                                         | Negyeddöntő       | Elődöntő          | Döntő             | Helyezés |
| Versenyző                      | Versenyszám | Ellenfél Eredmény                  | Ellenfél Eredmény                                                      | Ellenfél Eredmény                                                    | Ellenfél Eredmény | Ellenfél Eredmény | Ellenfél Eredmény | Helyezés |
| ------------------------------ | ----------- | ---------------------------------- | ---------------------------------------------------------------------- | -------------------------------------------------------------------- | ----------------- | ----------------- | ----------------- | -------- |
| Michał Łogosz Robert Mateusiak | Férfi páros |                                    | Ausztrália (AUS) · David Bamford · Peter Blackburn · 15–5, 16–17, 15–6 | Nagy-Britannia (GBR) · Nathan Robertson · Simon Archer · 1–15, 10–15 | kiesett           | kiesett           | kiesett           | 9.       |
| Katarzyna Krasowska            | Női egyes   | Nicole Grether (GER) · 12–13, 2–11 | kiesett                                                                | kiesett                                                              | kiesett           | kiesett           | kiesett           | 33.      |

## Torna
Férfi
| Versenyző     | Versenyszám      | Selejtező | Selejtező | Döntő    | Döntő    |
| Versenyző     | Versenyszám      | Pontszám  | Helyezés  | Pontszám | Helyezés |
| ------------- | ---------------- | --------- | --------- | -------- | -------- |
| Leszek Blanik | Ugrás            | 9,700     | 8.        | 9,475    |          |
| Leszek Blanik | Korlát           | 8,775     | 72.       | kiesett  | kiesett  |
| Leszek Blanik | Gyűrű            | 9,275     | 57.       | kiesett  | kiesett  |
| Leszek Blanik | Lólengés         | 8,575     | 73.       | kiesett  | kiesett  |
| Leszek Blanik | Egyéni összetett | 36,325    | 78.       | kiesett  | kiesett  |

Női
| Versenyző         | Versenyszám      | Selejtező | Selejtező | Döntő    | Döntő    |
| Versenyző         | Versenyszám      | Pontszám  | Helyezés  | Pontszám | Helyezés |
| ----------------- | ---------------- | --------- | --------- | -------- | -------- |
| Joanna Skowrońska | Talaj            | 8,425     | 78.       | kiesett  | kiesett  |
| Joanna Skowrońska | Ugrás            | 8,750     | 75.       | kiesett  | kiesett  |
| Joanna Skowrońska | Felemás korlát   | 8,962     | 73.       | kiesett  | kiesett  |
| Joanna Skowrońska | Gerenda          | 8,450     | 77.       | kiesett  | kiesett  |
| Joanna Skowrońska | Egyéni összetett | 34,587    | 59.       | kiesett  | kiesett  |

### Ritmikus gimnasztika
| Versenyző            | Versenyszám | Selejtező | Selejtező | Selejtező | Selejtező | Selejtező | Selejtező | Selejtező | Selejtező | Selejtező | Selejtező | Döntő   | Döntő   | Döntő   | Döntő   | Döntő   | Döntő   | Döntő   | Döntő   | Döntő    | Döntő    |
| Versenyző            | Versenyszám | Kötél     | Kötél     | Karika    | Karika    | Labda     | Labda     | Szalag    | Szalag    | Összesen  | Összesen  | Kötél   | Kötél   | Karika  | Karika  | Labda   | Labda   | Szalag  | Szalag  | Összesen | Összesen |
| Versenyző            | Versenyszám | Pont      | Hely.     | Pont      | Hely.     | Pont      | Hely.     | Pont      | Hely.     | Pont      | Hely.     | Pont    | Hely.   | Pont    | Hely.   | Pont    | Hely.   | Pont    | Hely.   | Pont     | Hely.    |
| -------------------- | ----------- | --------- | --------- | --------- | --------- | --------- | --------- | --------- | --------- | --------- | --------- | ------- | ------- | ------- | ------- | ------- | ------- | ------- | ------- | -------- | -------- |
| Agnieszka Brandebura | Egyéni      | 9,716     | 10.       | 9,470     | 22.       | 9,791     | 6.        | 9,600     | 16.       | 38,577    | 13.       | kiesett | kiesett | kiesett | kiesett | kiesett | kiesett | kiesett | kiesett | kiesett  | kiesett  |

## Úszás
Férfi
| Versenyző           | Versenyszám    | Előfutam | Előfutam | Előfutam | Elődöntő | Elődöntő | Elődöntő | Döntő   | Döntő    |
| Versenyző           | Versenyszám    | Idő      | Hely.    | Össz.    | Idő      | Hely.    | Össz.    | Idő     | Helyezés |
| ------------------- | -------------- | -------- | -------- | -------- | -------- | -------- | -------- | ------- | -------- |
| Bartosz Kizierowski | 50 m gyors     | 22,05    | 1.       | 1.       | 22,35    | 4.       | 7.       | 22,22   | 5.       |
| Bartosz Kizierowski | 100 m gyors    | 49,84    | 7.       | 17.      | kiesett  | kiesett  | kiesett  | kiesett | kiesett  |
| Bartosz Kizierowski | 100 m hát      | 55,14    | 2.       | 5.       | 55,34    | 4.       | 7.       | 55,04   | 5.       |
| Mariusz Siembida    | 100 m hát      | 56,27    | 6.       | 21.      | kiesett  | kiesett  | kiesett  | kiesett | kiesett  |
| Marek Krawczyk      | 100 m mell     | 1:03,00  | 4.       | 24.      | kiesett  | kiesett  | kiesett  | kiesett | kiesett  |
| Marek Krawczyk      | 200 m mell     | 2:16,08  | 2.       | 18.      | kiesett  | kiesett  | kiesett  | kiesett | kiesett  |
| Marcin Kaczmarek    | 100 m pillangó | 54,32    | 4.       | 26.      | kiesett  | kiesett  | kiesett  | kiesett | kiesett  |

Női
| Versenyző                                                       | Versenyszám            | Előfutam | Előfutam | Előfutam | Elődöntő | Elődöntő | Elődöntő | Döntő   | Döntő    |
| Versenyző                                                       | Versenyszám            | Idő      | Hely.    | Össz.    | Idő      | Hely.    | Össz.    | Idő     | Helyezés |
| --------------------------------------------------------------- | ---------------------- | -------- | -------- | -------- | -------- | -------- | -------- | ------- | -------- |
| Aleksandra Miciul                                               | 100 m hát              | 1:04,51  | 8.       | 25.      | kiesett  | kiesett  | kiesett  | kiesett | kiesett  |
| Aleksandra Miciul                                               | 200 m hát              | 2:16,71  | 7.       | 23.      | kiesett  | kiesett  | kiesett  | kiesett | kiesett  |
| Alicja Pęczak                                                   | 100 m mell             | 1:10,57  | 8.       | 21.      | kiesett  | kiesett  | kiesett  | kiesett | kiesett  |
| Alicja Pęczak                                                   | 200 m mell             | 2:29,45  | 5.       | 16.      | 2:30,02  | 8.       | 15.      | kiesett | kiesett  |
| Otylia Jędrzejczak                                              | 100 m pillangó         | 58,66    | 3.       | 4.       | 59,14    | 4.       | 9.       | kiesett | kiesett  |
| Otylia Jędrzejczak                                              | 200 m pillangó         | 2:08,70  | 1.*      | 3.*      | 2:07,81  | 1.       | 3.       | 2:08,48 | 5.       |
| Anna Uryniuk                                                    | 200 m pillangó         | 2:14,87  | 8.       | 26.      | kiesett  | kiesett  | kiesett  | kiesett | kiesett  |
| Otylia Jędrzejczak Aleksandra Miciul Alicja Pęczak Anna Uryniuk | 4 × 100 m vegyes váltó | 4:11,08  | 4.       | 12.      |          |          |          | kiesett | kiesett  |

* - egy másik versenyzővel azonos eredményt ért el

## Vitorlázás
Férfi
| Versenyző                       | Versenyszám     | Futam  | Futam  | Futam | Futam | Futam | Futam | Futam | Futam | Futam | Futam | Futam | Pontszám | Helyezés |
| Versenyző                       | Versenyszám     | 1      | 2      | 3     | 4     | 5     | 6     | 7     | 8     | 9     | 10    | 11    | Pontszám | Helyezés |
| ------------------------------- | --------------- | ------ | ------ | ----- | ----- | ----- | ----- | ----- | ----- | ----- | ----- | ----- | -------- | -------- |
| Przemysław Miarczyński          | Szörfvitorlázás | (19)   | 8      | 7     | 14    | 2     | 8     | 15    | (18)  | 10    | 6     | 14    | 84,0     | 8.       |
| Mateusz Kusznierewicz           | Finn dingi      | 1      | 4      | 11    | 8     | (15)  | 3     | (12)  | 9     | 5     | 6     | 1     | 48,0     | 4.       |
| Tomasz Stańczyk Tomasz Jakubiak | 470-es osztály  | (30,0) | (27,0) | 25,0  | 25,0  | 26,0  | 5,0   | 14,0  | 8,0   | 5,0   | 23,0  | 13,0  | 144,0    | 20.      |

Női
| Versenyző       | Versenyszám     | Futam | Futam | Futam | Futam | Futam | Futam | Futam | Futam | Futam | Futam | Futam | Pontszám | Helyezés |
| Versenyző       | Versenyszám     | 1     | 2     | 3     | 4     | 5     | 6     | 7     | 8     | 9     | 10    | 11    | Pontszám | Helyezés |
| --------------- | --------------- | ----- | ----- | ----- | ----- | ----- | ----- | ----- | ----- | ----- | ----- | ----- | -------- | -------- |
| Anna Gałecka    | Szörfvitorlázás | 8     | 7     | (13)  | 5     | 8     | 9     | 12    | 7     | (14)  | 13    | 11    | 80,0     | 11.      |
| Monika Bronicka | Europe          | (14)  | 11    | 13    | 14    | (23)  | 8     | 12    | 7     | 12    | 13    | 5     | 95,0     | 14.      |

Nyílt
| Versenyző                       | Versenyszám        | Futam | Futam | Futam | Futam | Futam | Futam | Futam | Futam | Futam | Futam | Futam | Futam | Futam | Futam | Futam | Futam | Pontszám | Helyezés |
| Versenyző                       | Versenyszám        | 1     | 2     | 3     | 4     | 5     | 6     | 7     | 8     | 9     | 10    | 11    | 12    | 13    | 14    | 15    | 16    | Pontszám | Helyezés |
| ------------------------------- | ------------------ | ----- | ----- | ----- | ----- | ----- | ----- | ----- | ----- | ----- | ----- | ----- | ----- | ----- | ----- | ----- | ----- | -------- | -------- |
| Maciej Grabowski                | Laser              | 11    | 24    | (34)  | 5     | 2     | 9     | (30)  | 13    | 9     | 2     | 11    |       |       |       |       |       | 86,0     | 7.       |
| Paweł Kacprowski Paweł Kużmicki | Könnyű 49-es dingi | 12    | 14    | 8     | (16)  | (16)  | 6     | 7     | 13    | 14    | 8     | 12    | 14    | 13    | 15    | 3     | 2     | 141,0    | 12.      |

## Vívás
Férfi
| Versenyző                                      | Versenyszám  | Selejtező                    | 32-es főtábla                  | Nyolcaddöntő                                                                | Negyeddöntő                                                                                     | Elődöntő | Bronz- mérkőzés                                                                                                   | Döntő             | Helyezés |
| Versenyző                                      | Versenyszám  | Ellenfél Eredmény            | Ellenfél Eredmény              | Ellenfél Eredmény                                                           | Ellenfél Eredmény                                                                               | Ellenfél Eredmény                                                                                               | Ellenfél Eredmény                                                                                                 | Ellenfél Eredmény | Helyezés |
| ---------------------------------------------- | ------------ | ---------------------------- | ------------------------------ | --------------------------------------------------------------------------- | ----------------------------------------------------------------------------------------------- | --- | --- | ----------------- | -------- |
| Sławomir Mocek                                 | Tőr, egyéni  | Maher Ben Aziza (TUN) · 15-2 | Oscar García (CUB) · 15-9      | Richard Breutner (GER) · 9-15                                               | kiesett                                                                                         | kiesett | kiesett | kiesett           | 16.      |
| Ryszard Sobczak                                | Tőr, egyéni  | erőnyerő                     | Cliff Bayer (USA) · 9-15       | kiesett                                                                     | kiesett                                                                                         | kiesett | kiesett | kiesett           | 24.      |
| Adam Krzesiński                                | Tőr, egyéni  | erőnyerő                     | Dmitrij Sevcsenko (RUS) · 8-15 | kiesett                                                                     | kiesett                                                                                         | kiesett | kiesett | kiesett           | 26.      |
| Rafał Sznajder                                 | Kard, egyéni | erőnyerő                     | Vadim Hutcajt (UKR) · 14-15    | kiesett                                                                     | kiesett                                                                                         | kiesett | kiesett | kiesett           | 22.      |
| Marcin Sobala                                  | Kard, egyéni | erőnyerő                     | Alekszej Froszin (RUS) · 12-15 | kiesett                                                                     | kiesett                                                                                         | kiesett | kiesett | kiesett           | 24.      |
| Norbert Jaskot                                 | Kard, egyéni | erőnyerő                     | Mihai Covaliu (ROU) · 12-15    | kiesett                                                                     | kiesett                                                                                         | kiesett | kiesett | kiesett           | 26.      |
| Sławomir Mocek Ryszard Sobczak Adam Krzesiński | Tőr, csapat  |                              |                                |                                                                             | Németország (GER) · Wolfgang Wienand · Ralf Bißdorf · Richard Breutner · David Hausmann · 45-37 | Franciaország (FRA) · Jean-Noël Ferrari · Lionel Plumenail · Brice Guyart · Patrice Lhôtellier · 38-45          | Olaszország (ITA) · Salvatore Sanzo · Matteo Zennaro · Daniele Crosta · Gabriele Magni · 38-45                    |                   | 4.       |
| Rafał Sznajder Norbert Jaskot Marcin Sobala    | Kard, csapat |                              |                                | Spanyolország (ESP) · Jorge Pina · Antonio García · Fernando Medina · 45-33 | Románia (ROU) · Mihai Covaliu · Florin Lupeică · Victor Gaureanu · 26-45                        | Az 5–8. helyért · Magyarország (HUN) · Nemcsik Zsolt · Köves Csaba · Ferjancsik Domonkos · Takács Péter · 41-45 | A 7. helyért · Olaszország (ITA) · Luigi Tarantino · Raffaelo Caserta · Tonhi Terenzi · Gianpiero Pastore · 45-39 |                   | 7.       |

Női
| Versenyző                                                                     | Versenyszám | Selejtező         | 32-es főtábla                | Nyolcaddöntő                   | Negyeddöntő                                                       | Elődöntő                                                                  | Bronz- mérkőzés   | Döntő                                                                               | Helyezés |
| Versenyző                                                                     | Versenyszám | Ellenfél Eredmény | Ellenfél Eredmény            | Ellenfél Eredmény              | Ellenfél Eredmény                                                 | Ellenfél Eredmény                                                         | Ellenfél Eredmény | Ellenfél Eredmény                                                                   | Helyezés |
| ----------------------------------------------------------------------------- | ----------- | ----------------- | ---------------------------- | ------------------------------ | ----------------------------------------------------------------- | ------------------------------------------------------------------------- | ----------------- | ----------------------------------------------------------------------------------- | -------- |
| Sylwia Gruchała                                                               | Tőr, egyéni | erőnyerő          | Knapek Edina (HUN) · 15-6    | Valentina Vezzali (ITA) · 8-15 | kiesett                                                           | kiesett                                                                   | kiesett           | kiesett                                                                             | 13.      |
| Magdalena Mroczkiewicz                                                        | Tőr, egyéni | erőnyerő          | Szvetlana Bojko (RUS) · 15-9 | Xiao Aihua (CHN) · 13-15       | kiesett                                                           | kiesett                                                                   | kiesett           | kiesett                                                                             | 14.      |
| Anna Rybicka                                                                  | Tőr, egyéni | erőnyerő          | Meng Csie (CHN) · 9-15       | kiesett                        | kiesett                                                           | kiesett                                                                   | kiesett           | kiesett                                                                             | 22.      |
| Sylwia Gruchała Magdalena Mroczkiewicz Anna Rybicka Barbara Wolnicka-Szewczyk | Tőr, csapat |                   |                              | erőnyerő                       | Kína (CHN) · Xiao Aihua · Meng Csie · Yuan Li · Csang Lej · 45-43 | Németország (GER) · Sabine Bau · Rita König · Monika Weber-Koszto · 45-34 |                   | Olaszország (ITA) · Diana Bianchedi · Giovanna Trillini · Valentina Vezzali · 36-45 |          |